# Бонне, Гюстав
Жозе́ф Гюста́в Бонне́ (фр. Joseph Gustave Bonnet; 1810, Марсель — 9 февраля 1875, Йер, департамент Вар) — французский инженер-урбанист, натуралист и ботаник, один из руководителей масштабной перестройки Лиона в 1850—1860-х годах. Первый директор Лионского ботанического сада, участник проектов по акклиматизации экзотических растений.

## Биография
Окончил лицей Тьер при Политехнической школе в Париже. В 1830 году поступил в Школу мостов и дорог, однако, увлёкшись идеями Сен-Симона, в 1832 году прервал обучение. Через несколько лет он окончил это учебное заведение. В 1837 году назначен руководителем навигации департамента Верхняя Сона. В результате конфликта со своим руководителем   Жаном Лакордером вынужден провести несколько лет в «должностной ссылке» в Сен-Кантене.

### Инженер-урбанист

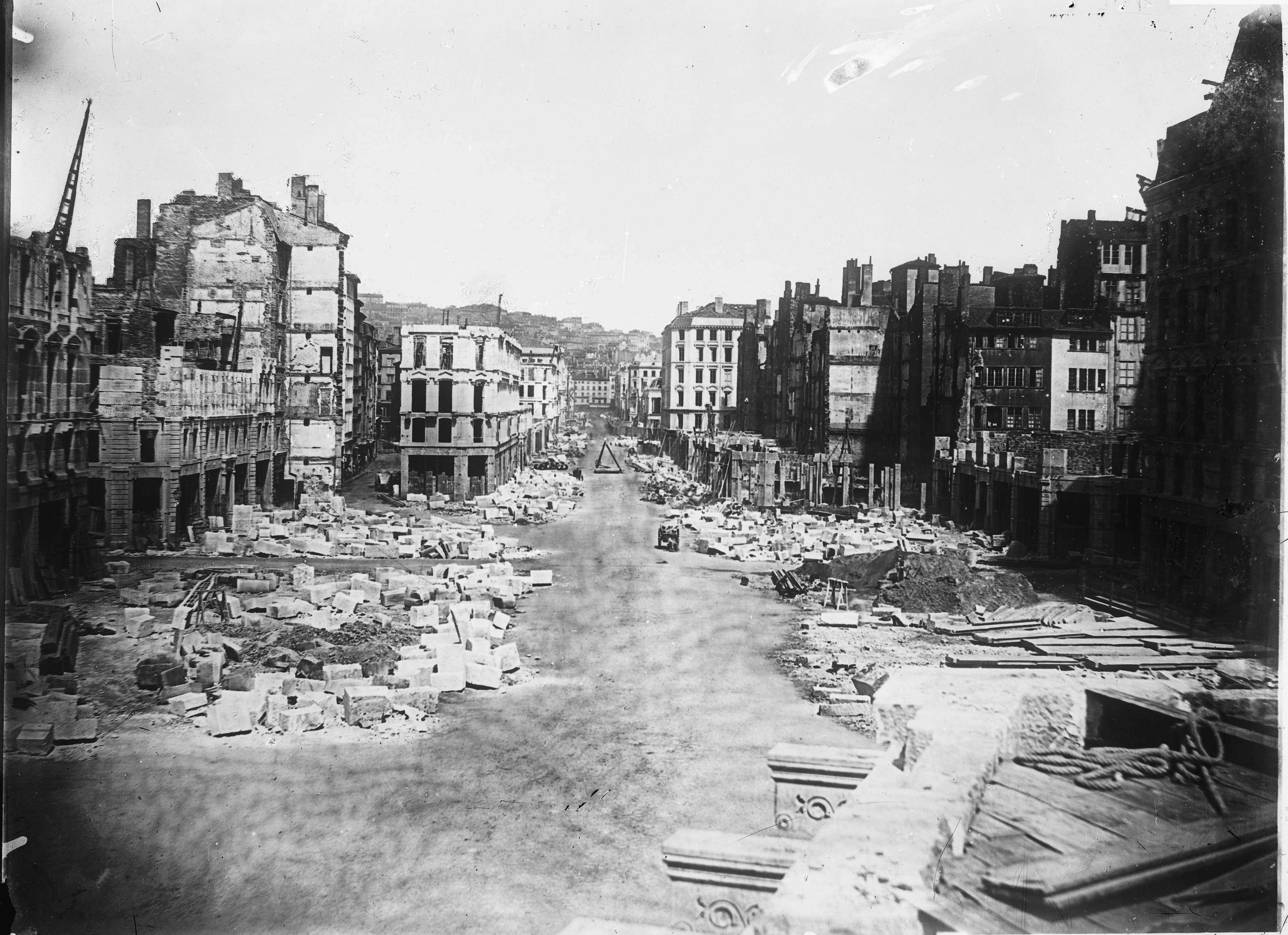
Прокладка улицы Имперьяль, 1856

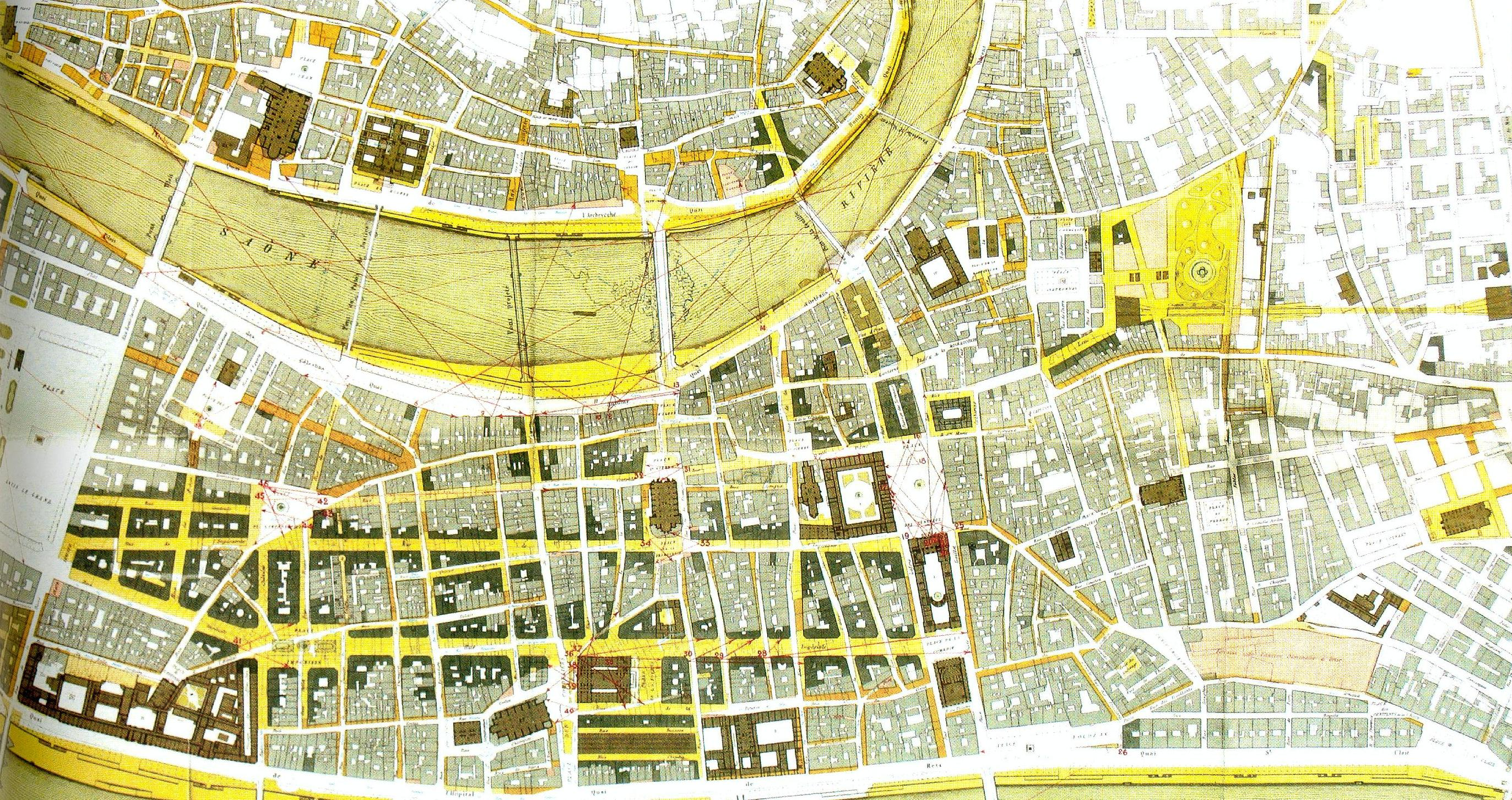
Карта Прескиля, выполненная Гюставом Бонне, 1863

В 1854 году Клод-Мариюс Вайсс был назначен префектом департамента Рона и одновременно фактическим мэром Лиона. Он пригласил своего земляка, Гюстава Бонне, на должность городского инженера дорог и мостов. Бонне шестнадцать лет вместе с Тони Дежарденом был руководителем масштабных градостроительных проектов. По мнению исследователя Доминика Бертена, Бонне стал главным вдохновителем изменений центра Лиона.
Бонне боролся с крупным наводнением 1856 года.
Под его руководством через центральный лионский квартал Прескиль были прорублены две широкие улицы. Первой была улица Империа́ль (фр. rue Impériale — «имперская», ныне улица Репюблик), для её строительства были снесены 289 старых домов. Через несколько лет параллельно этой улице была проложена улица Императри́с (фр. rue de l’Impératrice — «Императрицы», ныне улица Президан-Эдуар-Эррио). После этих преобразований квартал Прескиль превратился из трущоб в престижный буржуазный район, застроенный монументальными домами. Среди выстроенных в этом районе зданий можно выделить Дворец торговли, построенный Бонне совместно с Дежарденом на улице Имперьяль. Бонне получил огромные прерогативы и свободу действий. Так, в 1857 году он распоряжался бюджетом в сумме около 600 000 франков и был руководителем всего, что касалось уличной сети и озеленения.
В 1869 году назначен императором Наполеоном III на должность генерального инспектора.

### Натуралист
С 1857 года руководил созданием парка «Тет д’Ор» на севере Лиона, распоряжаясь бюджетом в 75 000 франков. Были закуплены и посажены первые 6000 деревьев по цене 2 франка за штуку. Ещё 15 000 франков были затрачены на покупку экзотических растений. Бонне стал первым директором Лионского ботанического сада, созданного как часть парка «Тет д’Ор», и возглавлял его с 1859 года по 1870 год. С 1865 года руководил строительством в ботаническом саду больших теплиц и теплиц для агав. В результате, по словам исследователя истории ботанического сада Прёзамля-Бауэра, Бонне стал «одержимым натуралистом» и вошёл в члены Имперского зоологического общества по акклиматизации.

### Последние годы в Йере
После падения Второй империи в 1870 году Гюстав Бонне впал в немилость и был отправлен в отставку. Последние годы Бонне прожил на принадлежавшей ему вилле Маргерит (фр. villa Marguerite), в городке Йер на юге Франции. Там в саду виллы он создал акклиматизационный парк, в котором выращивал редкие пальмы, например, юбею чилийскую, которые стали самыми красивыми в округе. Соседом Бонне по Йеру был парижский ботаник Эрнест Жермен де Сен-Пьер.

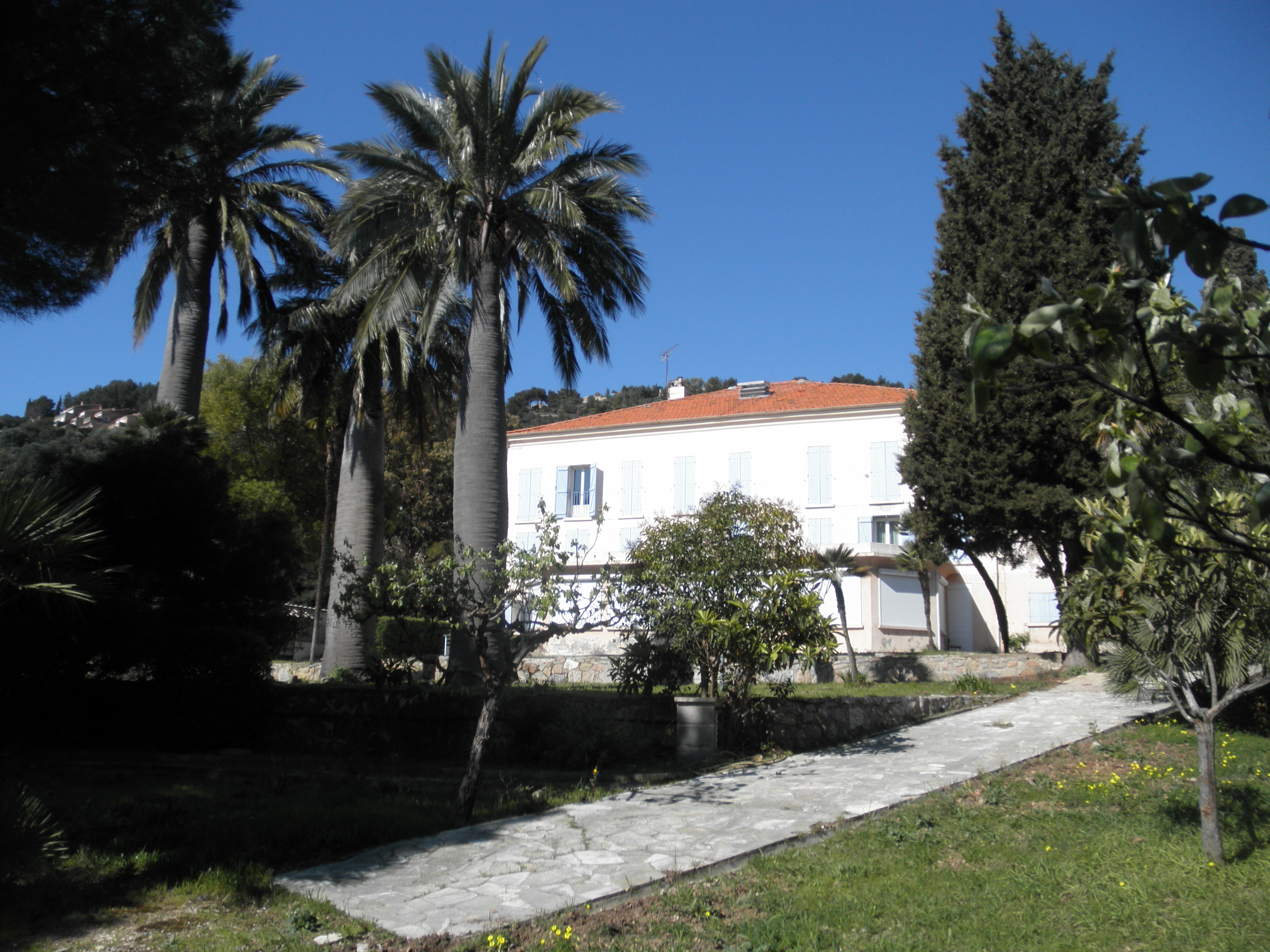
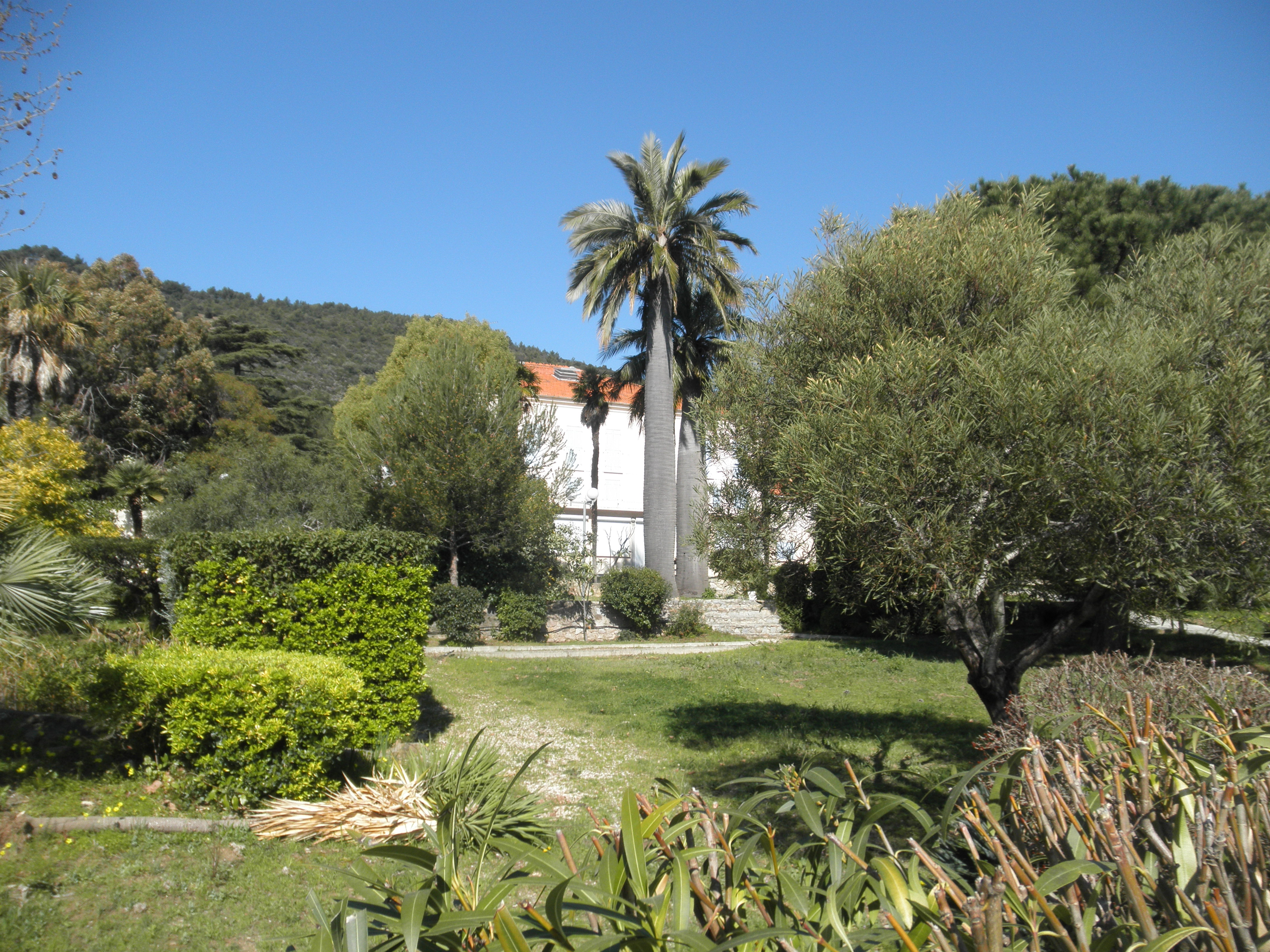
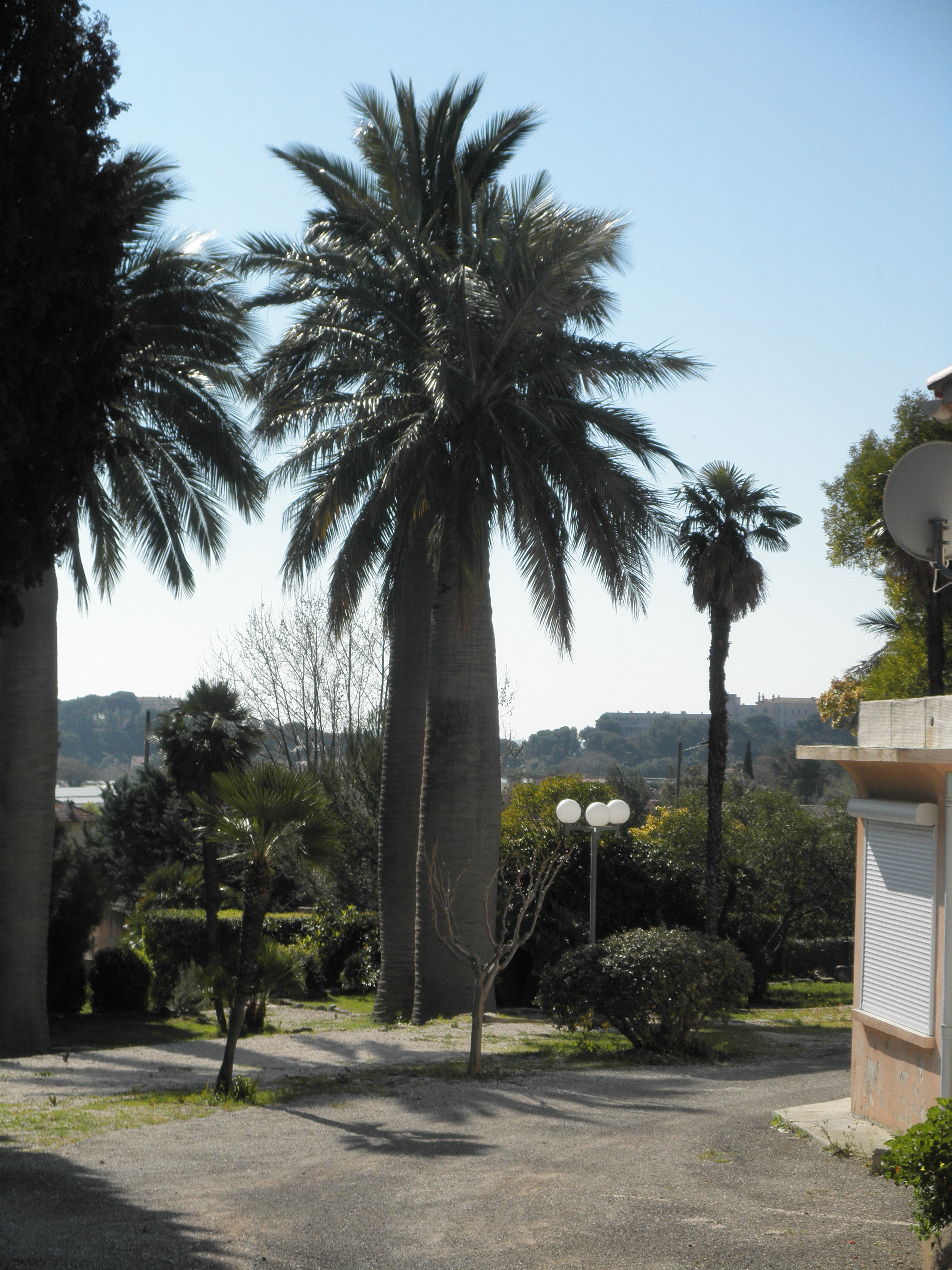